# (11969) Gay-Lussac
(11969) Gay-Lussac  es un asteroide perteneciente al cinturón de asteroides, descubierto el 10 de agosto de 1994 por Eric Walter Elst desde el Observatorio de La Silla, en Chile.

## Designación y nombre
Gay-Lussac se designó inicialmente como 1994 PC37.
Más adelante fue nombrado en honor al físico francés  Joseph-Louis Gay-Lussac (1778-1850).

## Características orbitales
Gay-Lussac orbita a una distancia media del Sol de 2,7802 ua, pudiendo acercarse hasta 2,5516 ua y alejarse hasta 3,0089 ua. Tiene una excentricidad de 0,0822 y una inclinación orbital de 2,4932° grados. Emplea en completar una órbita alrededor del Sol 1693 días.

## Características físicas
Su magnitud absoluta es 14,1. Tiene 4,268 km de diámetro. Su albedo se estima en 0,244.